# Псалом 12
Псалом 12 (у масоретській нумерації — 13) — дванадцятий псалом Книги псалмів. Авторство псалому традиційно приписується Давидові. Латиною псалом відомий своїм інципітом «Usquequo Domine» (Доки, о Господи!?).
Псалом 12 є регулярною частиною єврейських, католицьких, англіканських та протестантських літургій.

## Текст
| Вірш | Гебрейська (іврит)                                              | Давньогрецька (Септуаґінта) | Латинська (Вульгата 1590) | Церковнослов'янська (Єлизаветинська Біблія 1751) | Українська (переклад Хоменка) |
| ---- | --------------------------------------------------------------- | --- | --- | --- | --- |
| 1    | לַמְנַצֵּחַ, מִזְמוֹר לְדָוִד                                               | Εἰς τὸ τέλος· ψαλμὸς τῷ Δαυιδ. | [In finem psalmus David] | Въ коне́цъ, псало́мъ Дави́ду. | Провідникові хору. Псалом. Давида. |
| 2    | עַד-אָנָה יְהוָה, תִּשְׁכָּחֵנִי נֶצַח; עַד-אָנָה, תַּסְתִּיר אֶת-פָּנֶיךָ מִמֶּנִּי             | ῞Εως πότε, κύριε, ἐπιλήσῃ μου εἰς τέλος; ἕως πότε ἀποστρέψεις τὸ πρόσωπόν σου ἀπ᾽ ἐμοῦ;                                                                | Usquequo Domine oblivisceris me in finem usquequo avertis faciem tuam a me                                                                       | Доко́лѣ, Го́споди, забу́деши мя́ до конца́? Доко́лѣ отвраща́еши лице́ Твое́ от мене́? | Доки, о Господи, зовсім будеш мене забувати? Доки ховатимеш лице твоє від мене?                                                                           |
| 3    | עַד-אָנָה אָשִׁית עֵצוֹת, בְּנַפְשִׁי-- יָגוֹן בִּלְבָבִי יוֹמָם;עַד-אָנָה, יָרוּם אֹיְבִי עָלָי | ἕως τίνος θήσομαι βουλὰς ἐν ψυχῇ μου, ὀδύνας ἐν καρδίᾳ μου ἡμέρας; ἕως πότε ὑψωθήσεται ὁ ἐχθρός μου ἐπ᾽ ἐμέ;                                           | Quamdiu ponam consilia in anima mea dolorem in corde meo per diem, usquequo exaltabitur inimicus meus super me                                   | Доко́лѣ положу́ совѣ́ты въ души́ мое́й, болѣ́зни въ се́рдцы мое́мъ де́нь и но́щь? | Доки журбою буду терзати мою душу, тужити щодня серцем?                                                                                                   |
| 4    | הַבִּיטָה עֲנֵנִי, יְהוָה אֱלֹהָי; הָאִירָה עֵינַי, פֶּן-אִישַׁן הַמָּוֶת                 | ἐπίβλεψον, εἰσάκουσόν μου, κύριε ὁ θεός μου· φώτισον τοὺς ὀφθαλμούς μου, μήποτε ὑπνώσω εἰς θάνατον,                                                    | Respice exaudi me Domine Deus meus inlumina oculos meos ne umquam obdormiam in mortem                                                            | Доко́лѣ вознесе́тся вра́гъ мо́й на мя́? При́зри, услы́ши мя́, Го́споди Бо́же мо́й: | Доки мій ворог буде зноситись надо мною? Зглянься і вислухай мене, о Господи, мій Боже!                                                                   |
| 5    | פֶּן-יֹאמַר אֹיְבִי יְכָלְתִּיו; צָרַי יָגִילוּ, כִּי אֶמּוֹט                         | μήποτε εἴπῃ ὁ ἐχθρός μου ῎Ισχυσα πρὸς αὐτόν· οἱ θλίβοντές με ἀγαλλιάσονται, ἐὰν σαλευθῶ.                                                               | Nequando dicat inimicus meus praevalui adversus eum qui tribulant me exultabunt si motus fuero                                                   | просвѣти́ о́чи мои́, да не когда́ усну́ въ сме́рть: да не когда́ рече́тъ вра́гъ мо́й: укрѣпи́хся на него́.                                                                                     | Просвіти мої очі, щоб не заснути смертю, щоб не сказав мій ворог: «Я його подужав!»,                                                                      |
| 6    | וַאֲנִי, בְּחַסְדְּךָ בָטַחְתִּי-- יָגֵל לִבִּי, בִּישׁוּעָתֶךָ:אָשִׁירָה לַיהוָה, כִּי גָמַל עָלָי    | ἐγὼ δὲ ἐπὶ τῷ ἐλέει σου ἤλπισα, ἀγαλλιάσεται ἡ καρδία μου ἐπὶ τῷ σωτηρίῳ σου· ᾄσω τῷ κυρίῳ τῷ εὐεργετήσαντί με καὶ ψαλῶ τῷ ὀνόματι κυρίου τοῦ ὑψίστου. | Ego autem in misericordia tua speravi exultabit cor meum in salutari tuo cantabo Domino qui bona tribuit mihi et psallam nomini Domini altissimi | Стужа́ющiи ми́ возра́дуются, а́ще подви́жуся. А́зъ же на ми́лость Твою́ упова́хъ: возра́дуется се́рдце мое́ о спасе́нiи Твое́мъ: воспою́ Го́сподеви благодѣ́явшему мнѣ́ и пою́ и́мени Го́спода Вы́шняго. | щоб мої вороги не раділи, коли я захитаюсь. Я ж бо надіявся на твою ласку. Нехай радіє моє серце моїм спасінням! Заспіваю Господеві, добро бо мені вдіяв. |

## Літургійне використання

### Юдаїзм
- Вірш 6 читається гебрейською мовою під час ранкових молитов.[6]
- Цілий псалом читається як молитва за здоров’я хворої особи.[6]

#### Католицька церква
Відповідно до Статуту Бенедикта (530 AD), святий Бенедикт Нурсійський вибрав цей псалом для читання під час Першої години Літургії годин у четвер. У сучасній літургії псалом 12 читається або співається під час відправ опівдні у вівторок першого тижня.

## Використання у музиці
У 1692 році Мішель-Рішар Делаланд написав Латинський мотет (S. 40) для Богослужінь у королівській каплиці Версаля. Його сучасник Анрі Демаре також написав мотет на текс цього псалому.
Німецькою мовою цей псалом був покладений на музику Йоганном Себастьяном Бахом для жіночого хору на три голоси: «Herr, wie lange willst du». Фрідріх Кіль поклав на музику вірші псалому: No. 6 з його «Шести мотетів», Op. 82, які були опубліковані у 1883 році. Франц Ліст написав музику на текст псалому для соло тенора як псалмоспівця, змішаного хору та оркестру.

## Давидові псалми Шевченка[7]
XII
Чи ти мене, Боже милий,
На-вік забуваєш?
Одвертаєш лице Своє,
Мене покидаєш?
Доки буду мучить душу
І серцем боліти?
Доки буде ворог лютий
На мене дивитись
І сміятись!… Спаси мене,
Спаси мою душу,
Да не скаже хитрий ворог:
„Я ёго подужав!“
І всі злиї посміються,
Як упаду в руки —
В руки вражі. Спаси мене
Од лютої муки!
Спаси мене, помолюся
І возпою знову
Твої блага чистим серцем,
Псалмом тихим, новим.